# Interwencja humanitarna
Interwencja humanitarna – groźba lub działanie podjęte przez państwo, grupę w jego obrębie, grupę państw bądź też organizację międzynarodową, które przy użyciu siły interweniują w sprawy wewnętrzne innego państwa, głównie w celu ochrony jego obywateli przed masowymi naruszeniami uznanych międzynarodowo praw człowieka. Jest to jednostkowe wydarzenie mające swój początek i koniec, wymierzone w struktury władzy danego państwa. Trudno orzekać o jego legalności, niemniej jednak stanowi ono naruszenie konwencjonalnych zasad stosunków międzynarodowych.

## Argumenty na rzecz interwencji humanitarnej
- Państwa mają nie tylko legalne prawo, ale także moralny obowiązek interwencji w sytuacjach łamania praw człowieka, ludobójstwa oraz masowych mordów, naruszających podstawowe standardy ludzkiego zachowania[2].
- Państwo posiada wartość moralną tylko wtedy, gdy respektuje prawa jednostek i ich interesy. W sytuacji, gdy tego nie robi traci swoją suwerenność oraz może stać się obiektem agresji innych krajów.
- Według zwolenników podejścia legalistycznego prawa człowieka są ważniejsze od praw państw do suwerenności.
- Utrzymanie międzynarodowego pokoju i bezpieczeństwa.

## Argumenty przeciw interwencji humanitarnej
- Podstawowe przyczyny skłaniające państwa do podjęcia interwencji nie mają podłoża humanitarnego.
- Państwo, motywowane humanitarnie, nie powinno narażać własnych sił zbrojnych na zagrożenie, ponieważ naruszona zostaje w ten sposób umowa pomiędzy państwem a obywatelami.
- Prawo do interwencji humanitarnej mogłoby podlegać nadużyciom ze strony państw, które pod pretekstem ochrony praw człowieka uciekałyby się do realizacji swych tradycyjnych interesów narodowych.
- Państwa stosują zasadę interwencji humanitarnej w sposób wybiórczy.
- W obliczu braku konsensu, co do zasad rządzących podjęciem indywidualnej lub zbiorowej interwencji humanitarnej, ustanowienie prawa do niej naruszałoby ład międzynarodowy.
- Interwencja humanitarna zawsze będzie oparta na preferencjach kulturowych silnych państw.

## Aspekty prawne interwencji humanitarnej
Zgodnie z VII rozdziałem Karty Narodów Zjednoczonych każde państwo jest podmiotem suwerennym, co obliguje pozostałe kraje do nieinterwencji oraz zakazu stosowania siły wobec tego państwa jako środka rozstrzygania konfliktów zarówno o zasięgu międzynarodowym, jak i wewnętrznym. Według VII rozdziału Karty NZ, Organizacja Narodów Zjednoczonych nie ma prawa interweniować w sprawy, które z istoty swej należą do kompetencji wewnętrznej któregokolwiek państwa. Jednakże Karta przewiduje dwa wyjątki od tej zasady. Pierwszy dotyczy możliwości użycia siły lub stosowania groźby w stosunkach międzynarodowych w sytuacji, gdy sprowadzałoby się to do akcji autoryzowanej przez Radę Bezpieczeństwa ONZ w trybie przewidzianym przez rozdział VII Karty, w przypadku zagrożenia pokoju i bezpieczeństwa na świecie. Drugi wyjątek jest związany z wojnami narodowowyzwoleńczymi. Prawomocnym wyjątkiem od zakazu użycia siły jest również prawo do samoobrony zapisane w art. 51 Karty NZ.
Karta NZ zobowiązuje państwa do ochrony podstawowych praw człowieka, a zwyczajowe prawo międzynarodowe przewiduje możliwość skorzystania z interwencji humanitarnej.
Wymaga to aby państwa nie tylko działały zgodnie z zasadą, której przypisuje się status prawa zwyczajowego, ale także czyniąc w ten sposób, powinny wierzyć, że działanie to jest zgodne z prawem. Stan taki nazywa się w terminologii prawa międzynarodowego mianem opinio iuris.

## Przykłady interwencji humanitarnych
- MONUSCO – operacja ONZ w Kongo (1964)
- Wietnamska interwencja w Kambodży (1978)
- UNITAF – misja pokojowa w Somalii (1992)
- UNAMIR – misja pokojowa w Rwandzie (1993)